# Луч (Зіанчуринський район)
Луч (рос. Луч, башк. Луч) — присілок у складі Зіанчуринського району Башкортостану, Росія. Входить до складу Тазларовської сільської ради.
Населення — 64 особи (2010; 69 в 2002).
Національний склад:
- росіяни — 94%